# 2-butenă
2-butena este o alchenă și unul dintre izomerii butenei. Formula chimică este C4H8. Este cea mai simplă alchenă care prezintă izomeria cis/trans, adică există doi izomeri geometrici: cis-2-butena (sau (Z)-2-butena) și trans-2-butena ((E)-2-butena).